# Pedro de Salazar y Mendoza
Pedro de Salazar y Mendoza (Toledo, 1549-1629), clérigo secular e historiador español. 

## Biografía
Emparentado con la Casa de Mendoza como tataranieto del Cardenal Mendoza, emprendió la carrera religiosa. Estudió en la Universidad de Salamanca, fue administrador del Hospital de San Juan de Toledo y canónigo penitenciario de la Catedral de Toledo desde 1614. En ambos cargos actuó como mecenas del Greco, del quien fue amigo personal. Fue un prolífico y erudito escritor de crónicas, de historia, de linajes y de dignidades seglares de Castilla. Su fama de genealogista le trajo también acusaciones de alterar la documentación para probar linajes según el gusto del cliente.

## Obras
- Crónica del gran cardenal de España Don Pedro Gonçalez de Mendoça,.... María Ortiz de Sarauia, Toledo. 1625. Referida a su tararabuelo.
- Crónica de los Ponce de León, editada en 1620 con grabados de Alardo de Popma sobre dibujos de Antón Pizarro.
- Monarquía de España. J.Ibarra, Madrid. 1770-71. 3 tomos.
- El glorioso San Idefonso, arçobispo de Toledo, primado de las Españas. Diego Rodríguez, Toledo. 1618.
- Origen de las dignidades seglares de Castilla y Leon.... Diego Rodríguez de Valdiuielso, Toledo. 1618. Reeditada en 1998 por la Universidad de Granada.
- Crónica de la provincia de Castilla. Cisneros, Madrid. 1977.
- Chronica de el Cardenal Juan Tavera. Pedro Rodríguez, Toledo. 1603.
- Memorial de el hecho de los Gitanos..... ¿Toledo?, ¿1618?
- Carta de Don Pedro Salazar de Mendoza a Diego Sarmiento de Acuña. 1612.
- Vida y sucesos prosperos y adversos de don fr. Bartolome de Carranza y Miranda, arzobispo de Toledo. J.Doblado, Madrid. 1788.